# Louis-Édouard Roberge
Pour l’article homonyme, voir Roberge.
Louis-Édouard Roberge (11 septembre 1896-1er juillet 1982) est un marchand et homme politique fédéral du Québec.

## Biographie
Né à Plessisville dans le Centre-du-Québec, il participe à la Première Guerre mondiale et à la Seconde Guerre mondiale. Élu député du Parti libéral du Canada dans la circonscription fédérale de Stanstead en 1949, il fut réélu en 1953 et en 1957. Il fut battu en 1958, par le progressiste-conservateur René Létourneau.